# Bernstadt (Baden-Württemberg)
Bernstadt è un comune tedesco di 2 019 abitanti, situato nel land del Baden-Württemberg.